# Ie
Ie – dwuznak występujący w języku angielskim, niemieckim i języku niderlandzkim. Oznacza on i czytane bez występującego po nim e. Przykład: holenderskie „iedereen” (iderejn) – „wszyscy”